# Birmingham City University
Birmingham City University (nom adopté en 2007, anciennement l'UCE Birmingham et University of Central England in Birmingham soit « Université d'Angleterre centrale à Birmingham ») est une université britannique située à Birmingham en Angleterre.
Le campus principal de l'UCE Birmingham se trouve dans le district de Perry Barr à Birmingham. L'UCE englobe également le Birmingham Institute of Art and Design (BIAD), la plus grande faculté d'art et de dessin du Royaume-Uni située à Gosta Green et dispose également d'un campus à (campus Westbourne) dans le district de Edgbaston, où se trouve la faculté de médecine parrainée par le National Health Service ainsi que quelques logement étudiants.

## Historique

Ancien logo.

### Birmingham Polytechnic
Avant de devenir une université par décret officiel le 6 mars 1992, l'UCE Birmingham se nommait City of Birmingham Polytechnic (Institut de technologie de Birmingham) et était dirigé par le conseil municipal de Birmingham.

Birmingham avait déjà possédé un institut polytechnique (polytechnic)) entre 1843 et 1853 mais le City of Birmingham Polytechnic a été créé en 1971 après la fusion de 5 colleges :
- le Birmingham College of Art (initialement la Birmingham School of Art (en), fondée en octobre 1843), absorbée en 1971 ;
- la Birmingham School of Music (créé en tant que département du Birmingham and Midland Institute aux environs de 1859)
- le Birmingham College of Commerce (à l'origine une filière du Birmingham Central Technical College qui par la suite est devenu l'université Aston
- le South Birmingham Technical College (inauguré en 1961)
- le North Birmingham Technical College (anciennement le Aston Technical College).

En 1975, trois autres colleges furent intégrés :
- l'Anstey College of Physical Education (inauguré en tant que college privé pour femmes en 1897)
- le Bordesley College of Education
- le City of Birmingham College of Education (founded as an LEA Emergency Teacher Training College in 1948).

En 1988, un autre college, Bournville College of Art a également rejoint l'université. Les archives de ces anciens college, représentant environ 10 000 pièces, sont entreposées sur le campus de l'UCE situé Margaret Street.

### Rattachement
Le 1er avril 1989, le Education Reform Act lui a donné, ainsi qu'à toutes les organisations polytechniques indépendantes, un statut d'association caritative.

### Statut d'université
Le Further and Higher Education Act a reçu sa sanction royale le 6 mars 1992 permettant ainsi aux instituts de technologie (Polytechnics) de prendre le titre d'"université". Le nom de University of Central England in Birmingham a été approuvé par le Conseil privé de la Reine le 16 juin 1992.

En 1995, deux nouveaux colleges ont été intégrés à l'université : le Birmingham and Solihull College of Nursing and Midwifery (Collège universitaire d'infirmières et de sages-femmes de Birmingham et de Solihull) et la West Midlands School of Radiography (École de radiologie des West Midlands).
En août 2005, l'université a décidé de prendre un nouveau nom et a changé University of Central England in Birmingham en UCE Birmingham.

## Facultés
L'UCE Birmingham est composée de 7 facultés : 
- UCE Birmingham Conservatoire
- Birmingham Institute of Art and Design (BIAD)
- Built Environment
- UCE Business School
- Computing - fermé en 2005. Les cours d'informatiques ont été transférés à l'UCE Business School
- Éducation
- Santé
- UCE Faculty of Law, Humanities, Development and Society
- Technology Innovation Centre (TIC)